# 高木英次郎
高木 英次郎（たかぎ えいじろう、1852年1月8日（嘉永4年12月28日） - 1904年（明治37年）6月2日）は、幕末の佐賀藩士、明治期の海軍軍人。佐賀市水ヶ江出身。最終階級は海軍少将（死後昇進）。栄典は従四位勲三等功四級。

## 経歴
1852年、佐賀藩士高木彌左衛門の第2子として生まれる。藩校弘道館に学んだのち、1865年（慶応元年）佐賀藩の海軍兵学校「船手稽古所」（三重津海軍所の当時における呼称）に入校。戊辰戦争には佐賀藩艦甲子丸の乗員として出征した。1871年（明治4年）燈台寮技術見習を拝命。1874年（明治7年）海軍少尉に任官した。さらに1876年（明治9年）には鳳翔乗員として西南戦争に出征。1883年（明治16年）には龍驤乗員の一員として、南米への遠洋航海や翌年の甲申事変への対応を行った。
その後扶桑航海長、水路部測量班長、扶桑副長、磐城艦長、水路部図誌科長、同測量科長を経て、日清戦争に連合艦隊航海長として旗艦松島に乗艦。黄海海戦などに参加、威海衛攻略で負傷したものの戦後大佐に昇進。山城丸艦長、横須賀知港事、葛城艦長、秋津洲艦長、和泉艦長、呉海兵団長、水路部測量課長を歴任し1903年（明治36年）7月待命。翌年5月に死去した。54歳。6月少将に進み特旨を以て従四位に叙され青山墓地に葬られた。

## 栄典・授章・授賞
位階
- 1903年（明治36年）4月20日 - 正五位[1]
- 1904年（明治37年）6月1日 - 従四位[2]

勲章等
- 1895年（明治28年）
  - 9月27日 - 旭日小綬章・功四級金鵄勲章[3]
  - 11月18日 - 明治二十七八年従軍記章[4]
- 1896年（明治29年）5月26日 - 勲三等瑞宝章[5]